# China op de Paralympische Zomerspelen 2016
China was aanwezig op de Paralympische Zomerspelen 2016, die gehouden werden in de Braziliaanse stad Rio de Janeiro. 
| Medaille | Atleet | Sport        | Event                                     |
| -------- | --- | ------------ | ----------------------------------------- |
| Goud     | Dong Chao | Schietsport  | Mannen 10 m air rifle standing SH1        |
| Goud     | Li Liqing | Judo         | Vrouwen -48kg                             |
| Goud     | Zheng Tao | Zwemmen      | Mannen 100m rugslag S6                    |
| Goud     | Song Lingling | Zwemmen      | Vrouwen 100m rugslag S6                   |
| Goud     | Huang Lisha | Atletiek     | Vrouwen 100m T53                          |
| Goud     | Zhang Li | Zwemmen      | Vrouwen 200m vrije slag S5                |
| Goud     | Ke Liting | Zwemmen      | Vrouwen 100m rugslag S7                   |
| Goud     | Hu Dandan | Powerlifting | Vrouwen -45kg                             |
| Goud     | Yang Chao | Schietsport  | Mannen 10 m air pistol standing SH1       |
| Goud     | Zou Liankang | Zwemmen      | Mannen 100m rugslag S2                    |
| Goud     | Li Zhangyu | Wielersport  | Mannen C1 3000m individuele achtervolging |
| Goud     | Pan Shiyun | Zwemmen      | Mannen 50m vrije slag S7                  |
| Goud     | Xu Qing | Zwemmen      | Mannen 50m vlinderslag S6                 |
| Goud     | Liang Guihua | Wielersport  | Mannen C2 3000m individuele achtervolging |
| Goud     | Zhang Liangmin | Atletiek     | Vrouwen discuswerpen F11                  |
| Goud     | Liu Wenjun | Atletiek     | Vrouwen 100m T54                          |
| Goud     | Sun Qichao | Atletiek     | Mannen 400m T12                           |
| Goud     | Zou Lijuan | Atletiek     | Vrouwen speerwerpen F34                   |
| Goud     | Song Maodong | Zwemmen      | Mannen 100m vlinderslag S8                |
| Goud     | Peng Qiuping Jiang Shengnan Huang Wenpan Xu Qing                                                                                | Zwemmen      | Mixed 4x50m vrije slag aflossing          |
| Goud     | Yang Liwan | Atletiek     | Vrouwen kogelstoten F54                   |
| Goud     | Yuan Yanping | Judo         | Vrouwen +70kg                             |
| Goud     | Xu Qing | Zwemmen      | Mannen 100m vrije slag S6                 |
| Goud     | Li Zhangyu | Wielersport  | Mannen C1-2-3 1000m tijdrijden            |
| Goud     | Xu Xihan | Zwemmen      | Vrouwen 100m vlinderslag S5               |
| Goud     | Peng Qiuping | Zwemmen      | Vrouwen 100m rugslag S3                   |
| Goud     | Yao Juan | Atletiek     | Vrouwen discuswerpenF44                   |
| Goud     | Huang Xing | Schietsport  | Mixed 25 m pistol standing SH1            |
| Goud     | Liu Lei | Powerlifting | Mannen -72kg                              |
| Goud     | Tan Yujiao | Powerlifting | Vrouwen -67kg                             |
| Goud     | Zhou Hongzhuan | Atletiek     | Vrouwen 400m T53                          |
| Goud     | Lin Ping | Zwemmen      | Vrouwen 200m wisselslag SM9               |
| Goud     | Feng Panfeng | Tafeltennis  | Mannen C3                                 |
| Goud     | Wu Chunyan Zhao Lixue | Boogschieten | Mixed Team Recurve Open                   |
| Goud     | Wang Yinan | Zwemmen      | Mannen 100m vrije slag S8                 |
| Goud     | Chen Junfei | Atletiek     | Vrouwen verspringen T38                   |
| Goud     | Liu Jing | Tafeltennis  | Vrouwen C1-2                              |
| Goud     | Li Junsheng | Zwemmen      | Mannen 100m schoolslag SB4                |
| Goud     | Liu Benying | Zwemmen      | Mannen 200m vrije slag S2                 |
| Goud     | Cao Ningning | Tafeltennis  | Mannen C5                                 |
| Goud     | Mao Jingdian | Tafeltennis  | Vrouwen C8                                |
| Goud     | Ai Xinliang Zhou Jiamin | Boogschieten | Mixed Team Compound Open                  |
| Goud     | Xue Juan | Tafeltennis  | Vrouwen C3                                |
| Goud     | Cheng Jiao | Zwemmen      | Vrouwen 150m individuele Wisselslag SM4   |
| Goud     | Li Guizhi | Zwemmen      | Vrouwen 50m vrije slag S11                |
| Goud     | Fu Xinhan | Atletiek     | Mannen kogelstoten F35                    |
| Goud     | Zhang Bian | Tafeltennis  | Vrouwen C5                                |
| Goud     | Ge Yang | Tafeltennis  | Mannen C10                                |
| Goud     | Pan Shiyun | Zwemmen      | Mannen 50m vlinderslag S7                 |
| Goud     | Zhang Li | Zwemmen      | Vrouwen 50m vrije slag S5                 |
| Goud     | Hu Jianwen | Atletiek     | Mannen 100m T38                           |
| Goud     | Shi Yiting | Atletiek     | Vrouwen 200m T36                          |
| Goud     | Zhao Shuai | Tafeltennis  | Mannen C8                                 |
| Goud     | Shang Guangxu | Atletiek     | Mannen verspringen T37                    |
| Goud     | Zhang Cuiping | Schietsport  | Vrouwen 50 m rifle 3 positions SH1        |
| Goud     | Zhou Jingjing | Schermen     | Vrouwen individuele épée B                |
| Goud     | Zou Xufeng | Schermen     | Vrouwen individuele épée A                |
| Goud     | Liu Meng | Tafeltennis  | Vrouwen C9                                |
| Goud     | Sun Gang | Schermen     | Mannen individuele épée A                 |
| Goud     | Yang Bozun | Zwemmen      | Mannen 100m schoolslag SB11               |
| Goud     | Zhang Xiaotong | Zwemmen      | Vrouwen 100m schoolslag SB11              |
| Goud     | Zhou Cong | Zwemmen      | Mannen 100m rugslag S8                    |
| Goud     | Huang Wenpan | Zwemmen      | Mannen 50m vrije slag S8                  |
| Goud     | Zhou Xia | Atletiek     | Vrouwen 100m T35                          |
| Goud     | Wen Xiaoyan | Atletiek     | Vrouwen verspringen T37                   |
| Goud     | Zhang Cuiping | Schietsport  | Mixed 50 m rifle prone SH1                |
| Goud     | Feng Yanke | Schermen     | Mannen individuele Foil B                 |
| Goud     | Rong Jing | Schermen     | Vrouwen individuele Foil A                |
| Goud     | Ye Ruyi | Schermen     | Mannen individuele Foil A                 |
| Goud     | Li Lu | Atletiek     | Vrouwen 400m T47                          |
| Goud     | Zhou Guohua Shen Yaqin Jia Juntingxian Liu Cuiqing                                                                              | Atletiek     | Vrouwen 4*100m aflossing T11-13           |
| Goud     | Huang Wenpan | Zwemmen      | Mannen 50m schoolslag SB2                 |
| Goud     | Zou Lijuan | Atletiek     | Vrouwen kogelstoten F34                   |
| Goud     | Jin Zhipeng | Zwemmen      | Mannen 50m schoolslag SB3                 |
| Goud     | Cheng Jiao | Zwemmen      | Vrouwen 50m schoolslag SB3                |
| Goud     | Xu Jialiang | Zwemmen      | Vrouwen 100m vlinderslag S9               |
| Goud     | Wang Jun | Atletiek     | Vrouwen kogelstoten F35                   |
| Goud     | Huang Wenpan | Zwemmen      | Mannen 200m vrije slag S3                 |
| Goud     | Xie Qing | Zwemmen      | Vrouwen 100m vrije slag S11               |
| Goud     | Jiang Fenfen Chen Junfei Li Yingli Wen Xiaoyan                                                                                  | Atletiek     | Vrouwen 4*100m aflossing T35-38           |
| Goud     | Zou Liankang | Zwemmen      | Mannen 50m rugslag S2                     |
| Goud     | Hu Jianwen | Atletiek     | Mannen verspringen T38                    |
| Goud     | Rong Jing Zhou Jingjing Zou Xufeng                                                                                              | Schermen     | Vrouwen Team épée                         |
| Goud     | Li Yingjie Liu Wenjun Zhou Hongzhuan Zou Lihong                                                                                 | Atletiek     | Vrouwen 4*400m aflossing T53-54           |
| Goud     | Zhou Jiamin | Boogschieten | Vrouwen individuele Compound Open         |
| Goud     | Pan Shiyun | Zwemmen      | Mannen 100m vrije slag S7                 |
| Goud     | Liu Cuiqing | Atletiek     | Vrouwen 400m T11                          |
| Goud     | Wang Yinan | Zwemmen      | Mannen 50m vrije slag S8                  |
| Goud     | Cheng Jiao | Zwemmen      | Vrouwen 50m rugslag S4                    |
| Goud     | Liu Jing Xue Juan Li Qian | Tafeltennis  | Vrouwen Team C1-3                         |
| Goud     | Zhao Ping Feng Panfeng Zhai Xiang                                                                                               | Tafeltennis  | Mannen Team C3                            |
| Goud     | Sun Gang Ye Ruyi Hu Daoliang | Schermen     | Mannen Team Foil                          |
| Goud     | Huang Wenpan | Zwemmen      | Mannen 150m individuele Wisselslag SM3    |
| Goud     | Rong Jing Zhou Jingjing Zhang Chuncui                                                                                           | Schermen     | Vrouwen Team Foil                         |
| Goud     | Zhang Bian Gu Gai Zhou Ying | Tafeltennis  | Vrouwen Team C4-5                         |
| Goud     | Zhou Xia | Atletiek     | Vrouwen 200m T35                          |
| Goud     | Wu Guoshan | Atletiek     | Mannen kogelstoten F57                    |
| Goud     | Dong Feixia | Atletiek     | Vrouwen discuswerpen F55                  |
| Goud     | Zheng Jin | Atletiek     | Vrouwen 1500m T11                         |
| Goud     | Zhou Hongzhuan | Atletiek     | Vrouwen 800m T53                          |
| Goud     | Mi Na | Atletiek     | Vrouwen discuswerpen F38                  |
| Goud     | Zhang Li | Zwemmen      | Vrouwen 100m vrije slag S5                |
| Goud     | Zhou Cong Lin Furong Song Maodang Wang Yinan                                                                                    | Zwemmen      | Mannen 4*100m wisselslag aflossing        |
| Goud     | Ge Yang Lian Hao Ma Lin | Tafeltennis  | Mannen Team C8-10                         |
| Goud     | Cui Yanfeng Liu Yang Li Huzhao Liu Chengming                                                                                    | Atletiek     | Mannen 4*400m aflossing T53-54            |
|          | |              |                                           |
| Zilver   | Zhang Cuiping | Schietsport  | Vrouwen 10 m air rifle standing SH1       |
| Zilver   | Cui Zhe | Powerlifting | Vrouwen -41kg                             |
| Zilver   | Jia Hongguang | Zwemmen      | Mannen 100m rugslag S6                    |
| Zilver   | Lu Dong | Zwemmen      | Vrouwen 100m rugslag S6                   |
| Zilver   | Xu Haijiao | Zwemmen      | Mannen 400m vrije slag S8                 |
| Zilver   | Jin Zhipeng | Zwemmen      | Mannen 100m vrije slag S4                 |
| Zilver   | Peng Qiuping | Zwemmen      | Vrouwen 100m vrije slag S3                |
| Zilver   | Zhou Hongzhuan | Atletiek     | Vrouwen 100m T53                          |
| Zilver   | Zhang Ying | Zwemmen      | Vrouwen 100m rugslag S7                   |
| Zilver   | Wang Jian | Powerlifting | Mannen -54kg                              |
| Zilver   | Liu Benying | Zwemmen      | Mannen 100m rugslag S2                    |
| Zilver   | Zheng Tao | Zwemmen      | Mannen 50m vlinderslag S6                 |
| Zilver   | Feng Yazhu | Zwemmen      | Vrouwen 100m rugslag S2                   |
| Zilver   | Zhou Guohua | Atletiek     | Vrouwen 100m T11                          |
| Zilver   | Tang Hongxia | Atletiek     | Vrouwen discuswerpenF11                   |
| Zilver   | Cai Liwen | Zwemmen      | Vrouwen 100m rugslag S11                  |
| Zilver   | Xu Haijiao | Zwemmen      | Mannen 100m vlinderslag S8                |
| Zilver   | Hu Peng | Powerlifting | Mannen -65kg                              |
| Zilver   | Yang Yiwei | Atletiek     | Vrouwen 100m T36                          |
| Zilver   | He Shiwei | Zwemmen      | Mannen 50m vlinderslag S5                 |
| Zilver   | Huang Wenpan | Zwemmen      | Mannen 50m rugslag S3                     |
| Zilver   | Zhou Jufang | Wielersport  | Vrouwen C4-5 500m tijdrijden              |
| Zilver   | Mi Na | Atletiek     | Vrouwen speerwerpen F37                   |
| Zilver   | Meng Guofen | Zwemmen      | Vrouwen 50m rugslag S3                    |
| Zilver   | Wang Lili | Roeienl      | Vrouwen single sculls                     |
| Zilver   | Fei Tianming Liu Shuang | Roeienl      | Mixed double sculls                       |
| Zilver   | Yang Yue | Atletiek     | Vrouwen discuswerpen F44                  |
| Zilver   | Liu Xinyang Wei Guoping Xie Hao                                                                                                 | Wielersport  | Mixed Team Sprint C1-5                    |
| Zilver   | Song Maodong | Zwemmen      | Mannen 100m vrije slag S8                 |
| Zilver   | Zhou Liankang | Zwemmen      | Mannen 200m vrije slag S2                 |
| Zilver   | Liu Yang | Atletiek     | Mannen 400m T54                           |
| Zilver   | Zhang Miao | Tafeltennis  | Vrouwen C4                                |
| Zilver   | Xu Lili | Powerlifting | Vrouwen -79kg                             |
| Zilver   | Gu Xiaofei | Powerlifting | Mannen -80kg                              |
| Zilver   | Li Qian | Tafeltennis  | Vrouwen C3                                |
| Zilver   | Jin Zhipeng | Zwemmen      | Mannen 150m individuele Wisselslag SM4    |
| Zilver   | Gu Gai | Tafeltennis  | Vrouwen C5                                |
| Zilver   | Chen Yi | Zwemmen      | Vrouwen 100m vlinderslag S10              |
| Zilver   | Jia Hongguang | Zwemmen      | Mannen 200m individuele Wisselslag SM6    |
| Zilver   | Cheng Jiao | Zwemmen      | Vrouwen 200m individuele Wisselslag SM6   |
| Zilver   | Wen Xiaoyan | Atletiek     | Vrouwen 400m T37                          |
| Zilver   | Di Dongdong Sun Qichao Chen Mingyu Liu Wei Fan Zetan                                                                            | Atletiek     | Mannen 4*100m aflossing T11-13            |
| Zilver   | Bian Jing | Schermen     | Vrouwen individuele épée A                |
| Zilver   | Qi Dong | Powerlifting | Mannen -97kg                              |
| Zilver   | Lei Lina | Tafeltennis  | Vrouwen C9                                |
| Zilver   | Song Lingling | Zwemmen      | Vrouwen 400m vrije slag S6                |
| Zilver   | Guo Xingyuan | Tafeltennis  | Mannen C4                                 |
| Zilver   | Mi Na | Atletiek     | Vrouwen kogelstoten F37                   |
| Zilver   | Yang Qian | Tafeltennis  | Vrouwen C10                               |
| Zilver   | Guo Chunliang | Atletiek     | Mannen speerwerpen F46                    |
| Zilver   | Liu Cuiqing | Atletiek     | Vrouwen 200m T11                          |
| Zilver   | Chen Junfei | Atletiek     | Vrouwen 400m T38                          |
| Zilver   | Yang Chao | Schietsport  | Mixed 50 m pistol SH1                     |
| Zilver   | Zhou Jingjing | Schermen     | Vrouwen individuele Foil B                |
| Zilver   | Hu Daoliang | Schermen     | Mannen individuele Foil B                 |
| Zilver   | Xia Dong | Atletiek     | Vrouwen kogelstoten F37                   |
| Zilver   | Li Tingshen | Zwemmen      | Mannen 50m schoolslag SB2                 |
| Zilver   | Wang Hao | Atletiek     | Mannen verspringen T47                    |
| Zilver   | Wu Chunyan | Boogschieten | Vrouwen individuele Recurve Open          |
| Zilver   | Sun Gang Tian Jianquan Hu Daoliang                                                                                              | Schermen     | Mannen Team épée                          |
| Zilver   | Yang Bozun | Zwemmen      | Mannen 100m vrije slag S11                |
| Zilver   | Wang Yanzhang | Atletiek     | Mannen speerwerpen F34                    |
| Zilver   | Li Guizhi | Zwemmen      | Vrouwen 100m vrije slag S11               |
| Zilver   | Feng Yazhu | Zwemmen      | Vrouwen 50m rugslag S2                    |
| Zilver   | Liu Benying | Zwemmen      | Mannen 50m rugslag S2                     |
| Zilver   | Zhong Huanghao | Atletiek     | Mannen verspringen T38                    |
| Zilver   | Zeng Sini | Wielersport  | Vrouwen C1-2-3 Road Race                  |
| Zilver   | Chen Zhenyu | Atletiek     | Mannen kogelstoten F40                    |
| Zilver   | Lin Yueshan | Boogschieten | Vrouwen individuele Compound Open         |
| Zilver   | Liu Xiaobing | Zwemmen      | Mannen 100m rugslag S9                    |
| Zilver   | Liu Yuntao | Zwemmen      | Mannen 50m rugslag S4                     |
| Zilver   | Deng Yue | Zwemmen      | Vrouwen 50m rugslag S4                    |
| Zilver   | Chen Fengqing Ju Zhen Sun Le Zhang HuiwenZhang Wei Zhang Kaimei                                                                 | Goalball     | Vrouwen Team                              |
| Zilver   | Chen Hongjie | Atletiek     | Mannen hoogspringen T47                   |
| Zilver   | Wu Qing | Atletiek     | Vrouwen kogelstoten F36                   |
| Zilver   | Yang Qian Lei Lina Xiong Guiyan                                                                                                 | Tafeltennis  | Vrouwen Team C6-10                        |
| Zilver   | Song Maodang | Zwemmen      | Mannen 200m individuele wisselslag SM8    |
| Zilver   | Liu Wenjun | Atletiek     | Vrouwen 800m T54                          |
| Zilver   | Hu Jianwen | Atletiek     | Mannen 400m T38                           |
| Zilver   | Liu Yang | Atletiek     | Mannen 100m T54                           |
| Zilver   | Li Ting Lyu Hongqin Jiang Jixiu Su Limei Gong Bin Wang Yanan Li Liping Zhang Xufei Xu Jie Zhang Lijun Sheng Yuhong Zhao Meiling | Volleybal    | Vrouwen Team                              |
|          | |              |                                           |
| Brons    | Yan Yaping | Schietsport  | Vrouwen 10 m air rifle standing SH1       |
| Brons    | Wang Yinan | Zwemmen      | Mannen 400m vrije slag S8                 |
| Brons    | Xia Zhiwei | Atletiek     | Mannen kogelstoten F41                    |
| Brons    | Xia Dong | Atletiek     | Mannen discuswerpenF37                    |
| Brons    | Yang Quanxi | Powerlifting | Mannen -59kg                              |
| Brons    | Wang Lichao | Zwemmen      | Mannen 50m vlinderslag S6                 |
| Brons    | Chen Yi | Zwemmen      | Vrouwen 50m vrije slag S10                |
| Brons    | Liu Cuiping | Atletiek     | Vrouwen 100m T11                          |
| Brons    | Li Yingjie | Atletiek     | Vrouwen 100m T54                          |
| Brons    | Li Huzhao | Atletiek     | Mannen 100m T53                           |
| Brons    | Xu Jialing | Zwemmen      | Vrouwen 400m vrije slag S9                |
| Brons    | Yang Guanglong | Zwemmen      | Mannen 100m vlinderslag S8                |
| Brons    | Song Zhenling | Wielersport  | Vrouwen C1-2-3 500m tijdrijden            |
| Brons    | Xiao Cuijuan | Powerlifting | Mannen -55kg                              |
| Brons    | Yang Hong | Zwemmen      | Mannen 100m schoolslag SB7                |
| Brons    | Jia Hongguang | Zwemmen      | Mannen 50m vrije slag S6                  |
| Brons    | Ruan Jianping | Wielersport  | Vrouwen C4-5 500m tijdrijden              |
| Brons    | Jia Qianqian | Atletiek     | Vrouwen speerwerpen F37                   |
| Brons    | Xie Qing | Zwemmen      | Vrouwen 400m vrije slag S11               |
| Brons    | Yang Yan | Powerlifting | Vrouwen -61kg                             |
| Brons    | Sun Pengxiang | Atletiek     | Mannen speerwerpen F41                    |
| Brons    | Zou Lihong | Atletiek     | Vrouwen 400m T54                          |
| Brons    | Song Lingling | Zwemmen      | Vrouwen 100m schoolslag SB5               |
| Brons    | Yan Shuo | Tafeltennis  | Mannen C7                                 |
| Brons    | Tian Jianquan | Schermen     | Mannen individuele Sabre A                |
| Brons    | Deng Yue | Zwemmen      | Vrouwen 150m individuele Wisselslag SM4   |
| Brons    | Yang Bozun | Zwemmen      | Mannen 50m vrije slag S11                 |
| Brons    | Wang Jingang | Zwemmen      | Mannen 50m vlinderslag S7                 |
| Brons    | Tian Jianquan | Schermen     | Mannen individuele Épée A                 |
| Brons    | Zhou Guohua | Atletiek     | Vrouwen 200m T11                          |
| Brons    | Wang Jiexin | Zwemmen      | Vrouwen 50m vrije slag S9                 |
| Brons    | Li Hanhua | Zwemmen      | Mannen 50m vrije slag S3                  |
| Brons    | Jin Zhipeng | Zwemmen      | Mannen 200m vrije slag S4                 |
| Brons    | Liang Guihua | Wielersport  | Mannen C2 tijdrijden                      |
| Brons    | Zeng Sini | Wielersport  | Vrouwen C1-2-3 tijdrijden                 |
| Brons    | Yao Fang | Schermen     | Vrouwen individuele Foil B                |
| Brons    | Sun Gang | Schermen     | Mannen individuele Foil A                 |
| Brons    | Huang Chaowen | Zwemmen      | Mannen 50m schoolslag SB2                 |
| Brons    | Song Maodang Xu Haijiao Lin Furong Wang Yinan                                                                                   | Zwemmen      | Mannen 4*100m vrije slag aflossing        |
| Brons    | Li Hanhua | Zwemmen      | Mannen 200m vrije slag S3                 |
| Brons    | Song Lingling Chen Yi Lin Ping Xu Jialing                                                                                       | Zwemmen      | Vrouwen 4*100m vrije slag aflossing       |
| Brons    | Li Lu | Atletiek     | Vrouwen 200m T47                          |
| Brons    | Yan Zhiqiang | Boccia       | Mixed individuele BC2                     |
| Brons    | Huang Yajing | Zwemmen      | Vrouwen 100m vrije slag S7                |
| Brons    | Jiang Shengnan | Zwemmen      | Vrouwen 50m vrije slag S8                 |
| Brons    | Li Cuiqing | Atletiek     | Mannen kogelstoten F36                    |
| Brons    | Yang Bozun | Zwemmen      | Mannen 200m individuele Wisselslag SM11   |
| Brons    | Xie Qing | Zwemmen      | Vrouwen 200m individuele Wisselslag SM11  |
| Brons    | Du Jianping | Zwemmen      | Mannen 150m individuele Wisselslag SM3    |
| Brons    | Xu Haijiao | Zwemmen      | Mannen 200m individuele Wisselslag SM8    |
| Brons    | Li Yingli | Atletiek     | Vrouwen 800m T54                          |

Afghanistan · 
Algerije · 
Amerikaanse Maagdeneilanden · 
Angola · 
Argentinië · 
Armenië · 
Aruba · 
Australië · 
Azerbeidzjan · 
Bahrein · 
Barbados · 
België · 
Benin · 
Bermuda · 
Bosnië en Herzegovina · 
Botswana · 
Brazilië · 
Brunei · 
Bulgarije · 
Burkina Faso · 
Burundi · 
Cambodja · 
Canada · 
Centraal-Afrikaanse Republiek · 
Chili · 
China · 
Chinees Taipei · 
Colombia · 
Comoren · 
Congo-Brazzaville · 
Congo-Kinshasa · 
Costa Rica · 
Cuba · 
Cyprus · 
Denemarken · 
Dominicaanse Republiek · 
Duitsland · 
Ecuador · 
Egypte · 
El Salvador · 
Estland · 
Ethiopië · 
Faeröer · 
Fiji · 
Filipijnen · 
Finland · 
Frankrijk · 
Gabon · 
Gambia · 
Georgië · 
Ghana · 
Griekenland · 
Groot-Brittannië · 
Guatemala · 
Guinee · 
Guinee‑Bissau · 
Haïti · 
Honduras · 
Hongarije · 
Hongkong · 
Ierland · 
IJsland · 
India · 
Indonesië · 
Irak · 
Iran · 
Israël · 
Italië · 
Ivoorkust · 
Jamaica · 
Japan · 
Jordanië · 
Kaapverdië · 
Kameroen · 
Kazachstan · 
Kenia · 
Kirgizië · 
Koeweit · 
Kroatië · 
Laos · 
Lesotho · 
Letland · 
Libanon · 
Liberia · 
Libië · 
Litouwen · 
Luxemburg · 
Macau · 
Macedonië · 
Madagaskar · 
Maleisië · 
Mali · 
Malta · 
Marokko · 
Mauritius · 
Mexico · 
Moldavië · 
Mongolië · 
Montenegro · 
Mozambique · 
Myanmar · 
Namibië · 
Nederland · 
Nepal · 
Nicaragua · 
Nieuw-Zeeland · 
Nigeria · 
Noord-Korea · 
Noorwegen · 
Oeganda · 
Oekraïne · 
Oezbekistan · 
Oman · 
Oostenrijk · 
Pakistan · 
Palestina · 
Panama · 
Papoea-Nieuw-Guinea · 
Peru · 
Polen · 
Portugal · 
Puerto Rico · 
Qatar · 
Roemenië · 
Rwanda · 
Saint Vincent en Grenadines · 
Samoa · 
Saoedi-Arabië · 
Sao Tomé en Principe · 
Senegal · 
Servië · 
Seychellen · 
Sierra Leone · 
Singapore · 
Slovenië · 
Slowakije · 
Somalië · 
Spanje · 
Sri Lanka · 
Syrië · 
Tadzjikistan · 
Tanzania · 
Thailand · 
Togo · 
Tonga · 
Trinidad en Tobago · 
Tsjechië · 
Tunesië · 
Turkije · 
Turkmenistan · 
Uruguay · 
Venezuela · 
Verenigde Arabische Emiraten · 
Verenigde Staten · 
Vietnam · 
Wit-Rusland · 
Zimbabwe · 
Zuid-Afrika · 
Zuid-Korea · 
Zweden · 
Zwitserland
Individuele Paralympische Atleten
Niet toegelaten: Rusland